# Ibri
Ibri (àrab: عبري, ʿIbrī) és una ciutat d'Oman a la regió d'al Dhahirah o al-Zahira (una comarca muntanyosa entre la Serralada del Hàjar i el Rub al-Khali). La vila està construïda a la vall o uadi que baixa de les muntanyes i corre fins a les arenes del desert del Wadi l-Kabir; a partir de la ciutat el uadi canvia el nom per Wadi l-Ayn. Just a l'est de la ciutat hi ha la colònia d'al-Sulayf i més enllà el Djabal al-Kawr darrere del qual hi ha la regió de Nazwa l'antiga capital tradicional dels imams d'Oman. Al sud d'Ibri hi ha el centre petrolier de Fahud.
Ibri és un nus de comunicacions on creua la carretera que ve d'al-Buraimi (i abans d'Abu Dhabi) i va cap als districtes d'al-Sharkiyya i Djalan.
El seu nom derivaria de la tribu dels ibriyyun, suposadament descendents dels azd i del profeta Hud. La tribu té el seu centre actual a al-Hamra prop de Nazwa. A Ibri mateix la tribu dominant és la dels Yaakib. És el mercat principal dels nòmades de la Zahira principalment els duru, com a tribu nòmada més poderosa. A la ciutat hi ha la mesquita ibadita més gran d'Oman. Fou ocupada pels wahhabites diverses vegades; no queda constància de en quins anys, però el 1836 els oficials de la marina britànica Wellsted i Whitelock, que foren els primers europeus a arribar a la regió, la van trobar en mans dels wahhabites i van haver de girar cua.